# Liste des évêques de Vabres
Pour un article plus général, voir Diocèse de Vabres.
Voici la liste des évêques de Vabres, diocèse situé dans le sud de l'Aveyron et créé en 1317 par fractionnement du diocèse de Rodez. Il sera supprimé à la Révolution.  

## Moyen Âge
- Pierre d'Olargues 1317-1329
- Raymond d'Olargues 1329-1347
- Pierre d'Aigrefeuille 1347-1349
- Guy de Ventadour 1349-1352
- Bertrand de Pébrac 1352-1360
- Guillaume Bragosse 1361
- Étienne de Vassignac 1362-1409
- Mathieu Proti 1409-1413
- Guillaume de Bastidos 1413-1421
- Jean de Pierre 1421-1453
- Bernard de Blanc 1453-1485
- Antoine Pierre de Narbonne 1486-1499

## Époque moderne
- Louis de Narbonne  1499-1518
- Réginal de Marigny 1519-1536
- Georges d'Armagnac (évêque de Rodez, administrateur) 1536-1547
- Jacques de Corneillan (évêque de Rodez, administrateur) 1547-1561
- François Ier de la Valette-Cormusson 1561-1585
- Thomas de Lauro 1585-1593
- François II de La Valette-Cormusson 1600-1622
- François III de La Valette-Cormusson 1622-1644
- Isaac Habert 1645-15/09/1668 Pont de Salars
- Louis de la Vergne de Montenard de Tressan 1669-1671
- Louis de Baradat 1673-1710
- Charles-Alexandre Le Filleul de La Chapelle 1710-1764
- Jean de La Croix de Castries 1764-1796